# Лоар
Лоар (фр. Loir) је река у Француској. Дуга је 317 km. Улива се у Сарт. 